# Die 5. Welle
Die 5. Welle (Originaltitel: The 5th Wave) ist ein US-amerikanischer Science-Fiction-Film des Regisseurs J. Blakeson aus dem Jahr 2016. Der Film kam am 14. Januar 2016 in die deutschen Kinos. Er basiert auf dem gleichnamigen Roman von Rick Yancey. In der Hauptrolle ist Chloë Grace Moretz zu sehen.

## Handlung

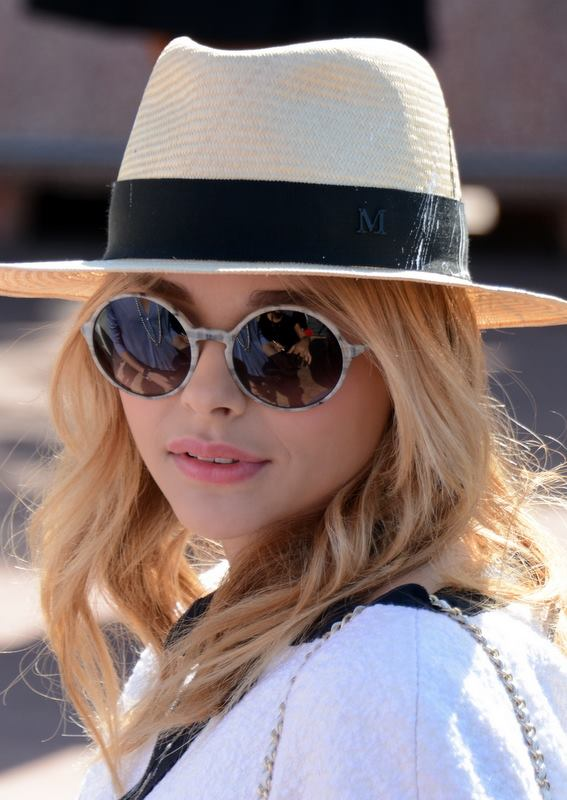
Hauptdarstellerin Chloë Grace Moretz auf dem Filmfestival in Cannes, 2014

Die Highschool-Schülerin Cassie führt ein ganz normales Leben mit ihren Eltern und ihrem kleinen Bruder Sam. Eines Tages erscheint ein außerirdisches Raumschiff auf der Erde. Die Aliens, die von den Menschen „die Anderen“ genannt werden, beginnen, ohne mit den Menschen Kontakt aufzunehmen, die menschliche Zivilisation zu zerstören. Zunächst werden durch einen elektromagnetischen Impuls alle elektrischen Geräte und Maschinen funktionsunfähig gesetzt. In der zweiten Angriffswelle werden durch Erdbeben Tsunamis ausgelöst und alle Küstenregionen zerstört. Die dritte Angriffswelle besteht aus einem Grippevirus, das durch Vögel verbreitet wird und viele Menschen tötet, unter ihnen auch Cassies Mutter.
Cassie, ihr Vater und Bruder fliehen daraufhin und kommen in einem Flüchtlingscamp unter. Eines Tages erreicht ein Konvoi der US Army unter der Leitung von Colonel Vosch das Flüchtlingscamp und warnt vor der kommenden vierten Angriffswelle. Er kündigt an, alle Bewohner des Camps in eine sichere Militärbasis bringen zu wollen. Da die Transportkapazitäten beschränkt seien, werden zuerst die Kinder und Jugendlichen abtransportiert, darunter auch Cassies Bruder Sam. Nachdem die Kinder abtransportiert worden sind, werden die Erwachsenen informiert, dass die vierte Welle bereits begonnen habe und die „Anderen“ von Menschenkörpern Besitz ergreifen können. Daraufhin bricht Panik aus und es kommt zu einer Auseinandersetzung, bei der die Soldaten alle Erwachsenen erschießen. Cassie, die die Abfahrt des Konvois verpasst hat, wird Zeuge davon und muss ansehen, wie ihr Vater getötet wird.
Cassie macht sich auf den Weg zur Militärbasis, um ihren Bruder zu finden. Auf dem Weg dorthin wird sie von einem Scharfschützen in den Oberschenkel getroffen und wird bewusstlos. Cassie wacht in einem Bett auf einer Farm wieder auf. Ein junger Mann namens Evan Walker hat sie mitgenommen und verarztet. Als Cassie ihre Pistole in einem Versteck von Evan wiederfindet, beginnt sie ihm zu misstrauen und unternimmt einen Fluchtversuch. Evan holt sie jedoch ein und gewinnt ihr Vertrauen zurück. Dennoch will Cassie zur Militärbasis gelangen, um ihren Bruder wiederzufinden. Evan schließt sich ihr an und beide kommen sich näher. In einer Nacht werden sie von mehreren besessenen „Anderen“ angegriffen. Evan kann die Angreifer töten und gesteht Cassie, dass er ebenfalls ein „Anderer“ sei und bei einem früheren Besuch der Außerirdischen zu einem „Schläfer“ gemacht wurde. Mit Ankunft des Raumschiffs sei er aktiviert worden. Durch die Zuneigung gegenüber Cassie habe er aber Zweifel an den Zielen der „Anderen“ bekommen und erzählt ihr, dass auch Colonel Vosch und das Militär von den „Anderen“ kontrolliert werden. Dennoch lässt Cassie Evan daraufhin zurück und geht alleine weiter zur Militärbasis.
Derweil werden auf der Militärbasis die Kinder und Jugendlichen zu Soldaten ausgebildet, um gegen die nahende fünfte Angriffswelle zu kämpfen. Unter ihnen sind auch Sam und Ben, ein High-School-Freund von Cassie. Den Kindersoldaten wird gezeigt, wie sie den Feind erkennen können, und sie erhalten ein Implantat, das als Peilsender dient. Die Kindersoldaten werden mit Zielvisieren ausgestattet, mit denen sie die von „Anderen“ besessenen Menschen erkennen können, und in ihren ersten Kampfeinsatz beordert. Als im Gefecht die Soldatin Ringer desertieren will und ihr Implantat entfernt, wird sie im Visier der anderen Soldaten als „Anderer“ angezeigt. Ben erkennt, dass sie vom Militär dazu verwendet werden, Menschen zu töten und sie selbst die fünfte Welle sind. Daraufhin lässt Ben alle Implantate seines Trupps entfernen und die Soldaten desertieren.
Ben selbst kehrt unter dem Vorwand, der einzige Überlebende seines Trupps zu sein, zur Militärbasis zurück und erklärt Colonel Vosch, dass er die Pläne durchschaut habe. Als plötzlich mehrere Explosionen die Basis erschüttern, flieht Ben. Nach weiteren Explosionen lässt Vosch die Basis evakuieren. Cassie, die mittlerweile im Stützpunkt angelangt ist, um ihren Bruder zu finden, trifft auf ihrer Suche auf Ben. Als die beiden von Soldaten der „Anderen“ gestoppt werden, taucht Evan auf und rettet sie. Evan, der Cassie in die Basis gefolgt ist, erklärt ihnen, dass er die Explosionen ausgelöst habe und der Stützpunkt dadurch zerstört werde.
Kurz bevor Sam mit einem Transportflugzeug evakuiert werden soll, wird er von Cassie und Ben gerettet. Mit Ringers Unterstützung können die drei vom Stützpunkt entkommen. Die Geflohenen planen, danach die Kinder und Jugendlichen aus den Händen der „Anderen“ zu befreien. Ungeklärt bleibt, wie die „Anderen“ letztendlich besiegt werden sollen.

## Produktion
Der Film basiert auf dem Bestseller „Die fünfte Welle“ von Rick Yancey aus dem Jahr 2013. Diesem folgten 2014 die Fortsetzung „Das unendliche Meer“ und 2016 der abschließende dritte Band „Der letzte Stern“. Produziert wurde der Film von Columbia Pictures. Ob der Film und die darin nicht abgeschlossene Handlung fortgesetzt wird, ist noch offen.

## Kritik
In den nordamerikanischen, britischen und australischen Medien wurde der Film mit weit überwiegend negativen Kritiken bedacht. Basierend auf der Auswertung von 142 Kritiken weist Rotten Tomatoes eine niedrige Zustimmungsquote von lediglich 17 Prozent aus.
Die Cinema lobt den Film für die zurückhaltende Inszenierung, kritisiert aber, dass die Handlung an der Oberfläche bleibt.
Quotenmeter.de sieht in dem Film zwar Potenzial, bescheinigt dem Werk aber insgesamt „uninteressante Figuren, mittelmäßige Effekte und vor allem zu viele nicht beantwortete Fragen“.
Der Filmdienst hob hervor, der „uninspiriert aus bekannten Motiven zusammengesetzte Science-Fiction-Film“ sei „eindrucksvoll in der wachsenden Skepsis gegenüber allem Soldatischen“, verliere sich aber „bald zwischen den Klischees von Teenager-Romanzen und den epigonalen ‚Young Adult‘-Dystopien der gegenwärtigen Popkultur“.